# 児玉元良
児玉 元良（こだま もとよし）は、戦国時代から安土桃山時代にかけての武将。毛利氏の家臣で、五奉行の一人。

## 生涯
毛利氏の家臣・児玉就忠の子として生まれ、天文22年（1553年）に毛利隆元を烏帽子親として元服。
永禄5年（1562年）、父の就忠が病死すると家督を相続する。同時に毛利氏の五奉行の地位も引き継ぎ、天正12年（1584年）まで務めた。
永禄8年（1565年）、毛利輝元の指揮下で月山富田城の戦いに従軍。
元亀元年（1570年）、山中幸盛率いる尼子再興軍との布部山の戦いにも従軍した。
また、織田氏の対立が激しくなると、播磨国方面にも進出し、天正6年（1578年）の上月城の戦いにも従軍した。
天正12年（1584年）、毛利氏の使者として、伊予国の河野氏のもとへ派遣されている。
天正13年（1585年）11月19日、元良は死去した。輝元は元良の死を痛惜し、翌日に粟屋元種に書状を送って、元良の遺族を慰藉するよう依頼している。

## 逸話
「古老物語」によると、後に毛利輝元の側室になる二の丸殿（清泰院）は、幼少の頃に自宅門前で遊んでいたところ、美少女ゆえに通りかかった輝元の目に留まり、輝元はその後しばしば元良の屋敷を訪問するようになる。輝元のそうした行動を快く思わない元良は、天正12年に二の丸殿を杉元宣のもとに嫁がせたという。しかしこれが結果的に、天正14年（1586年）の輝元による二の丸殿の強奪と、立腹した元宣による天正17年（1589年）の大坂の豊臣秀吉への直訴計画と、事の重大さに気付いた小早川隆景による野上庄沖にある大島の船隠での元宣殺害に繋がることとなる。